# Kunhardtia
Genre
Classification APG III (2009)
Kunhardtia est un genre de la famille des Rapateaceae, décrit en 1958,.
Le genre est endémique de l'Amazonas, au sud du Venezuela,,.

## Liste d'espèces
- Kunhardtia radiata Maguire & Steyerm.
- Kunhardtia rhodantha Maguire